# Alvin Ailey
Alvin Ailey (5 de janeiro de 1931 - 1 de dezembro de 1989) foi um coreógrafo e ativista afroamericano que fundou o Alvin Ailey American Dance Theater, em Nova Iorque, NY. A Ailey é creditado a popularização da dança moderna. Sua empresa recebeu o apelido de "Embaixadora Cultural para o mundo" por causa de sua extensa turnê internacional. Sua obra-prima coreográfica, Revelations, é um dos espetáculos de dança mais conhecidos e visto como dança moderna. Em 1977, foi concedido a Ailey a medalha Spingarn da NAACP. Recebeu o Prêmio Kennedy, em 1988, apenas um ano antes de sua morte.